# 이우용
이우용(李禹鎔, 1827년 1월 17일 - ?년)은 조선 후기의 무신으로 헌종조와 철종조에 왕위에 물망올랐던 경원군 이하전(李夏銓)의 서형(庶兄)이다. 처음 이름은 우전(禹銓)이다. 
음직으로 관직에 올라 부장(部將)이 되고 최종 관직은 사헌부감찰(監察)에 이르렀다. 흥선대원군의 처 여흥부대부인 민씨에게는 서 사촌남동생이 된다.

## 생애
조선 후기의 무신으로 본관은 전주, 휘는 우용(禹鎔)이며, 초명은 우전(禹銓)이다. 덕흥대원군 13대손이며, 아버지는 도정궁(都正宮) 사손 완창군(完昌君) 이시인(李時仁)이며, 경원군(慶原君) 이하전(李夏銓)의 서형(庶兄)이다. 고종과는 민씨 집안 기준으로 보면 이우용이 5촌 당숙이지만 이씨 집안 기준으로 보면 정 반대로 이우용이 고종의 25촌 조카 뻘이다.
부인은 평양인(平壤人) 조병기(趙秉琦)의 딸로 선인 평양 조씨(宣人 平壤趙氏)이다.
완창군 이시인의 서장남으로 1827년(순조 27) 1월 17일 태어났다. 음직으로 부장(部長)을 거쳐 1858년(철종 9) 의금부 도사(義禁府都事)를 역임하였다.
1861년(철종 12) 조지별제(造紙別提)를 역임하고, 1862년(철종 13) 이복동생 이하전의 무옥에 연좌되어 경상도(慶尙道) 거제부(巨濟府)에 찬배(竄配) 되었다가 1864년(고종 1) 2월 21일 방면되었다.
1866년(고종 3) 7월 26일 특명으로 오늘 정사에서 상당직에 의망하여 들이라 전교하여 흥양감목관(興陽監牧官)에 제수되고, 1868년(고종 5) 3월 6일 덕흥대원군을 후손으로 하는 파(派)는 같은 항렬로 하라는 하명으로 명자(名字)를 우전(禹銓)을 우용(禹鎔)으로 고쳤다.
사헌부(司憲府) 감찰(監察)을 지내고, 1월 1일에 별세하여 충남 보령(保寧)에 장사지냈다. 부인과 함폄하였다.

## 가족 관계
- 아버지 : 완창군 이시인(完昌君 李時仁, 1805년 - 1843년)
- 어머니(계모) : 남원군부인 윤씨(南原郡夫人 尹氏, 1803년 - 1835년), 부사(府使) 남원인(南原人) 윤이현(尹彜鉉)의 딸.
  - 이복동생 : 경원군 이하전(李夏銓, 1842년 - 1862년), 헌종조와 철종조에 왕위에 물망 오름.
- 어머니(계모) : 경주군부인 김씨(慶州郡夫人 金氏, 1816년 - 1863년), 경주인(慶州人) 김성곡(金星轂)의 딸.
- 어머니(생모) :
- 부인 : 선인 평양조씨(宣人 平壤趙氏, 1825년 - ?년), 평양인(平壤人) 조병기(趙秉琦)의 딸.
  - 아들 : 이해성(李海星, 1870년 - ?년)
  - 며느리 : 청해이씨(1870년 ~ ?), 이인석(李麟錫)의 딸
    - 손자 : 이완주(李完柱)

## 같이 보기
- 도정궁
- 덕흥대원군
- 경원군 이하전

## 관련 자료
- 덕흥궁-전주리씨덕흥대원군파
- 한국역대인물종합정보시스템-이우전